# IQCK
IQCK (англ. IQ motif containing K) – білок, який кодується однойменним геном, розташованим у людей на 16-й хромосомі. Довжина поліпептидного ланцюга білка становить 287 амінокислот, а молекулярна маса — 33 292.
| 10         |  | 20         |  | 30         |  | 40         |  | 50         |
| ---------- |  | ---------- |  | ---------- |  | ---------- |  | ---------- |
| MAAPRQIPSH |  | IVRLKPSCST |  | DSSFTRTPVP |  | TVSLASRELP |  | VSSWQVTEPS |
| SKNLWEQICK |  | EYEAEQPPFP |  | EGYKVKQEPV |  | ITVAPVEEML |  | FHGFSAEHYF |
| PVSHFTMISR |  | TPCPQDKSET |  | INPKTCSPKE |  | YLETFIFPVL |  | LPGMASLLHQ |
| AKKEKCFERK |  | RTKFIACDFL |  | TEWLYNQNPK |  | RAGEPFTEFF |  | SIPFVEERLK |
| QHPRPPIPLS |  | LLLTEEEAAL |  | YIQSFWRACV |  | VRCDPEIQEL |  | RQWQKKLREA |
| KHIHQQVKIF |  | WAKQEQKVKC |  | KMEDDAVPAA |  | KMKIPSS    |  |            |

A: Аланін

C: Цистеїн

D: Аспарагінова кислота

E: Глутамінова кислота

F: Фенілаланін

G: Гліцин

H: Гістидин

I: Ізолейцин

K: Лізин

L: Лейцин

M: Метіонін

N: Аспарагін

P: Пролін

Q: Глутамін

R: Аргінін

S: Серин

T: Треонін

V: Валін

W: Триптофан

Задіяний у такому біологічному процесі, як альтернативний сплайсинг. 